# Mary Bowerman
Dra. Mary Leolin "Leo" Bowerman (25 de enero de 1908 - 21 de agosto de 2005) fue una botánica estadounidense y autora de The Flowering Plants and Ferns of Mount Diablo, California; Their Distribution and Association into Plant Communities, y cofundadora del "Salven Monte Diablo" que ayuda a preservar decenas de miles de hectáreas de Monte Diablo al este de la Bahía de San Francisco, antes de morir a la edad de 97. En 1936 fue la última persona que registró a Eriogonum truncatum (alforfón del monte Diablo) hasta que fue redescubierta casi setenta años después, el 10 de mayo de 2005. En 1978 la manzanita Arctostaphylos bowermaniae fue nombrada en su honor.

## Biografía
En 1971, la Dra. Mary Leolin Bowerman fue cofundadora de Save Mount Diablo, y sirvió en su Consejo de Administración hasta su muerte. Era aborigen de Toronto, Canadá, y fue educada en Inglaterra, y luego fue residente ya adolescente, en Pasadena, California, y desde 1928 en el área de la bahía, y desde 1954 Lafayette, California.
Fue botánica y estudiosa de la flora de Mount Diablo por setenta y cinco años, recibiendo su licenciatura en 1930 y su Ph.D en 1936 por la U.C. Berkeley. Su director de tesis fue el famoso botánico de California Willis Linn Jepson; y fue su último alumno sobreviviente. Más tarde dijo que ese proyecto hacía 65 años atrás, se convertiría en su trabajo de por vida.
Desde 1930, sus investigaciones botánicas prepararon la creación del Parque Estatal Mt. Diablo y fue base para la preservación del área. Expandió en 1936 su doctorado hacia The Flowering Plants and Ferns of Mount Diablo, California; Their Distribution and Association into Plant Communities, The Gillick Press, 1944. En 2002 ese libro fue actualizado y republicado por Bowerman y Barbara Ertter, curador de la Flora del Noroeste de EE. UU. en el herbario Jepson U.C. Berkeley. Su otra especialización fue la flora del sur de Columbia Británica.
A través del "Salven wl Montw Diablo", trabajó hacia su sueño "...que todo el Monte Diablo, con todas sus estribaciones, sean espacio abierto... y la integridad visual y natural sean preservadas." Bowerman se involucró en la expansión de las tierras públicas del Mt. Diablo de 2.747 ha (27 km²) en 1971 a más de 35.209 ha (352 km²) en 2005, triplicando en tamaño el Parque Estatal Mt. Diablo a 8.000 ha (80 km²). En el Mt. Diablo directamente operó en la preservación de Blackhawk Ridge, las Blackhills; y los cañones Sycamore, Mitchell, Back, Donner; y el North Peak.

### Honores
En 1982, el "Mt. Diablo State Park's summit Fire Interpretive Trail"" le fue dedicado en su honor, y renombrado en ella en 2007. Y en 2001, también fue honrada por el "East Bay Regional Park District", cuando la cresta del Highland Ridge, en la "Reserva Regional Morgan Territory", renombrándose Founders Ridge en honor de los fundadores del "Save Mount Diablo". En 1978, James B. Roof, director of the East Bay Regional Park District's Botanic Garden nombró en su honor la manzanita Arctostaphylos bowermaniae, una variante hallada en la Reserva Regional Minas Diamante Negro cerca de Antioch, California.
Recibió muchos galardones por sus esfuerzos hacia la preservación del Diablo, como desde:
- el Estado de California: Golden Bear award
- John Muir Memorial Association: John Muir Conservation Award 1980
- Chevron Times Mirror Magazine National Conservation Award 1996
- Condado Contra Costa: Women of Achievement Hall of Fame Award 1998
- Diablo Magazine: Threads of Hope Volunteer Award for Lifetime Achievement 2000
- Daughters of the American Revolution: National Conservation Medal

Fue sujeto de entrevistas, nuevos artículos, editoriales, incluida por el fotógrafo Galen Rowell en su libro Bay Area Wild, de 1997. Fue reconocida el 9 de septiembre de 1998 en el Registro del Congreso.
- La abreviatura «M.L.Bowerman» se emplea para indicar a Mary Bowerman como autoridad en la descripción y clasificación científica de los vegetales.[2]